# Lotus 97T
El Lotus 97T era un monoplaza de Fórmula 1 diseñado y construido por el equipo Lotus para la temporada 1985 de Fórmula 1. El coche era una evolución del Lotus 95T que se usó para la temporada 1984, diseñado por el francés Gérard Ducarouge con motor Renault de 1500 centímetros cúbicos de turbocompresión. Patrocinado por John Player & Sons y la compañía francesa de lubricantes Elf. El 97T era un diseño simple pero robusto y poderoso. Usaba elementos del proyecto abandonado del equipo en CART el Lotus 96T en cuestión de aerodinámica. El 97 T también ofrecía ciertas piezas innovadoras en los diseños de Lotus, como la forma de tejado en la aerodinámica.
El golpe maestro de Lotus para ese año era el fichaje de la estrella entonces emergente Ayrton Senna del equipo Toleman que iba a tener de compañero a Elio De Angelis. De Angelis había acabado tercero en la anterior temporada en el mundial de pilotos realizando resultados muy prometedores con el 95T. El 97T fue su desarrollo natural, salvo que tuvo que adaptarse a los cambios de normativa introducidos ese año en materia del los alerones traseros de los coches.
El 97T fue muy competitivo durante la temporada, consiguiendo 8 poles, 7 con Senna y una con De Angelis y tres victorias. La primera de Senna después de una magnífica actuación en el Gran Premio de Portugal de 1985 donde ganó la carrera obteniendo más de un minuto de diferencia en condiciones de extrema lluvia. La segunda victoria de Senna llegó en Spa Francorchamps, en condiciones cambiantes de agua y de seco. De Angelis añadió una tercera victoria en Imola después de la descalificación de Prost.
El 97T era rápido pero poco fiable. Senna en particular tuvo una racha de mala fortuna con la fiabilidad en mitad de temporada, en muchas ocasiones en la primera posición de la carrera, lo cual le costó una posible oportunidad de conseguir el campeonato del mundo de pilotos. Al final de temporada el equipo Lotus consiguió la cuarta posición en el mundial de constructores.
El coche marcó el comienzo de la vuelta de aquellos días exitosos de los años 60 y 70 para Lotus, que fueron continuados por el Lotus 98T de la temporada 1986 de Fórmula 1 y el Lotus 99T motorizado por Honda de la temporada 1987 de Fórmula 1.
El coche aparece en el videojuego Gran Turismo 6 en la actualización de mayo de 2014 como parte del evento especial "Tributo a Ayrton Senna" y a la vez se puede comprar en el concesionario "Ayrton Senna".

## Resultados

### Fórmula 1
(Clave) (negrita indica pole position) (cursiva indica vuelta rápida)

| Año     | Equipo     | Motor                    | Neu. | Pilotos         | 1   | 2   | 3   | 4   | 5   | 6   | 7   | 8   | 9   | 10  | 11  | 12  | 13  | 14  | 15  | 16  | Puntos | Pos. |
| ------- | ---------- | ------------------------ | ---- | --------------- | --- | --- | --- | --- | --- | --- | --- | --- | --- | --- | --- | --- | --- | --- | --- | --- | ------ | ---- |
| 1985    | Team Lotus | Renault Gordini V6 Turbo | G    |                 | BRA | POR | SMR | MON | CAN | USA | FRA | GBR | GER | AUT | NED | ITA | BEL | EUR | RSA | AUS | 71     | 4°   |
| 1985    | Team Lotus | Renault Gordini V6 Turbo | G    | Elio De Angelis | 3   | 4   | 1   | 3   | 5   | 5   | 5   | NC  | Ret | 5   | 5   | 6   | Ret | 5   | Ret | DSQ | 71     | 4°   |
| 1985    | Team Lotus | Renault Gordini V6 Turbo | G    | Ayrton Senna    | Ret | 1   | 7   | Ret | 16  | Ret | Ret | 10  | Ret | 2   | 3   | 3   | 1   | 2   | Ret | Ret | 71     | 4°   |
| Fuente: |            |                          |      |                 |     |     |     |     |     |     |     |     |     |     |     |     |     |     |     |     |        |      |